# Joachim Frank
Pour les articles homonymes, voir Frank.
 (octobre 2017).
Si vous disposez d'ouvrages ou d'articles de référence ou si vous connaissez des sites web de qualité traitant du thème abordé ici, merci de compléter l'article en donnant les références utiles à sa vérifiabilité et en les liant à la section « Notes et références ».
Joachim Frank (né le 12 septembre 1940 à Weidenau, district de Siegen) est un chimiste et universitaire allemand naturalisé américain.

## Biographie
Né en Allemagne, il fait ses études supérieures à l'université de Fribourg-en-Brisgau.
Professeur à l'université Columbia et membre de l'Académie américaine des arts et des sciences, il poursuit des travaux en cryo-microscopie électronique qui lui valent le Prix Nobel de chimie 2017, qu'il partage avec Jacques Dubochet et Richard Henderson.